# Warren Street (stanice metra v Londýně)
Warren Street je stanice linek Northern a Victoria londýnského metra. Leží v londýnském obvodě Camden. Na lince Victoria sousedí se stanicemi Oxford Circus a Euston a na lince Northern sousedí se stanicemi Goodge Street a Euston.
Byla otevřena 22. června 1907 pod jménem Euston Road.
V roce 2007 ve stanici nastoupilo a vystoupilo 14,174 miliónu cestujících.